# Benwenuta
Benwenuta – imię żeńskie pochodzenia łacińskiego oznaczające "dobrze, że przyszłaś", forma żeńska imienia Benwenut.
Benwenuta imieniny obchodzi 30 października.
Osoby noszące to imię:
- św. Benwenuta Bojani (1255–1292)